# Äolsklavier
O äolsklavier (palavra alemã que significa “teclado eólico”; também escrito aeolsklavier) foi um instrumento musical inventado em 1825 por Schortmann.
O äolsklavier era um idiofone soprado, ou seja, o som era produzido por um jato de ar que punha em vibração um conjunto de palhetas finíssimas de madeira. Era munido de um teclado, e de um pedal que acionava um conjunto de foles (um para cada nota) e produzia um som suave e etéreo. Não chegou a ter sucesso, no entanto.
1. ↑  Instruments and the Electronic Age (Kvifte, Tellef; Oslo: Solum forlag – 1988)
2. ↑  Dolmetsch Online Music Dictionary